# Erioptera phoinix
Erioptera phoinix är en tvåvingeart som beskrevs av Evgenyi Nikolayevich Savchenko 1972. Erioptera phoinix ingår i släktet Erioptera och familjen småharkrankar.
Artens utbredningsområde är Azerbajdzjan. Inga underarter finns listade i Catalogue of Life.